# Atractus roulei
Atractus roulei är en ormart som beskrevs av Despax 1910. Atractus roulei ingår i släktet Atractus och familjen snokar. IUCN kategoriserar arten globalt som sårbar. Inga underarter finns listade.
Arten förekommer i södra Ecuador. Den lever vid Andernas västra sluttningar mellan 1200 och 3000 meter över havet. Fynd ovanför 2600 meter är däremot sällsynta. Habitatet utgörs av molnskogar och andra fuktiga bergsskogar. Honor lägger ägg.